# Полдінґ (округ, Огайо)
Шаблон:StateAbbr_ 41°07′ пн. ш. 84°35′ зх. д. / 41.12° пн. ш. 84.58° зх. д.
Округ  Полдінґ (англ. Paulding County) — округ (графство) у штаті  Огайо, США. Ідентифікатор округу 39125.

## Демографія
За даними перепису 
2000 року 
загальне населення округу становило 20293 осіб, зокрема міського населення було 3455, а сільського — 16838.
Серед мешканців округу чоловіків було 9977, а жінок — 10316. В окрузі було 7773 домогосподарства, 5693 родин, які мешкали в 8478 будинках.
Середній розмір родини становив 3,06.
Віковий розподіл населення поданий у таблиці:
| Стать    | До 15 років | 15-21 | 22-29 | 30-39 | 40-49 | 50-65 | 65-85 | Понад 85 |
| -------- | ----------- | ----- | ----- | ----- | ----- | ----- | ----- | -------- |
| Чоловіки | 2220        | 1074  | 944   | 1429  | 1587  | 1678  | 959   | 86       |
| Жінки    | 2219        | 1011  | 916   | 1444  | 1560  | 1656  | 1309  | 201      |

## Суміжні округи
- Дефаєнс — північ
- Патнем — схід
- Ван-Верт — південь
- Аллен, Індіана — захід

## Виноски
1. ↑  U.S. Decennial Census. United States Census Bureau. Процитовано 10 лютого 2015.
2. ↑  Historical Census Browser. University of Virginia Library. Архів оригіналу за 11 серпня 2012. Процитовано 10 лютого 2015.
3. ↑  Forstall, Richard L., ред. (27 березня 1995). Population of Counties by Decennial Census: 1900 to 1990. United States Census Bureau. Процитовано 10 лютого 2015.
4. ↑  Census 2000 PHC-T-4. Ranking Tables for Counties: 1990 and 2000 (PDF). United States Census Bureau. 2 квітня 2001. Процитовано 10 лютого 2015.
5. ↑  State & County QuickFacts. United States Census Bureau. Архів оригіналу за 17 липня 2011. Процитовано 10 лютого 2015.(англ.) Наведено за англійською вікіпедією.
6. ↑  American FactFinder. Бюро перепису населення США. Архів оригіналу за 26 лютого 2012. Процитовано 31 січня 2008.

| США | Це незавершена стаття з географії США. Ви можете допомогти проєкту, виправивши або дописавши її. |